# Diceratella smithii
Diceratella smithii là một loài thực vật có hoa trong họ Cải. Loài này được (Baker f.) Jonsell mô tả khoa học đầu tiên năm 1978.